# Cierpkie wino (film 1966)
Cierpkie wino (gruz. გიორგობისთვე, Giorgobistwe; ros. Листопад, Listopad) – radziecki film obyczajowy z 1966 roku w reżyserii Otara Ioselianiego. Zdjęcia kręcono w Tbilisi.

## Obsada
- Ramaz Giorgobiani jako Niko
- Giorgi Charabadze jako Otari
- Marina Karciwadze jako Marine
- Aleksandre Omiadze jako właściciel wytwórni wina
- Baadur Culadze jako Arczili
- Tengiz Dauszwili jako Nodari
- Buchuti Zakariadze jako Ilo
- Akaki Kwantaliani jako Dawiti
- Dodo Abaszydze jako Rezo
- Otar Zautaszwili jako Szota
- Ioseb Gogiczaiszwili jako Bondo